# St. Ägidius (Kirchenlaibach)

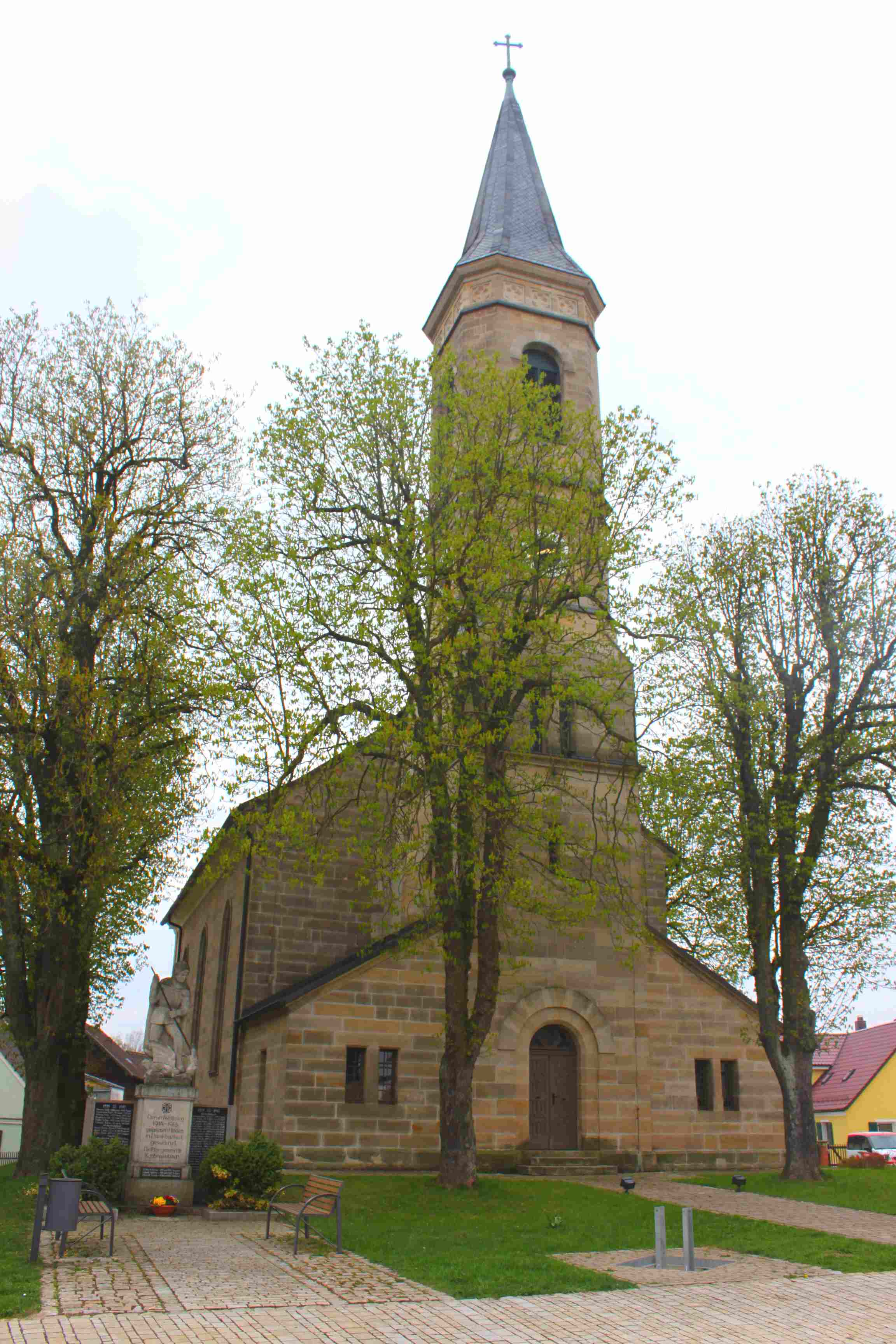
Kirche St. Ägidius

St. Ägidius ist die katholische Kirche in Kirchenlaibach im Landkreis Bayreuth und gehört zur Diözese Regensburg. Der neuromanische Saalbau mit Ostturm wurde nach einem Brand im Jahr 1859 im Jahr 1878 auf den Grundmauern des barocken Vorgängerbaus von 1798 erbaut und ist ein bayerisches Baudenkmal.
Die Pfarreien Kirchenlaibach und Mockersdorf schlossen sich 2012 zu einer Pfarreiengemeinschaft zusammen. Zum Kirchensprengel Kirchenlaibach gehören heute etwa 1800 Katholiken.

## Geschichte
Die erste Erwähnung einer Kirche in Kirchenlaibach ist aus dem Jahr 1125. Im 15. Jahrhundert wurde Kirchenlaibach zur selbständigen Pfarrei erhoben. Schutzpatron der Kirche ist der heiligen Ägidius, einer der Vierzehn Nothelfer.
Das Prämonstratenserkloster Speinshart sorgte für seine Grundholden durch Gründung einer eigenen Pfarrei in Kirchenlaibach. Die ältesten Pfarreienverzeichnisse der Diözese Regensburg aus den Jahren 1286, 1326 und 1438 erwähnen eine Pfarrei Kirchenlaibach noch nicht, dagegen ist sie schon in den Dombauregistern 1459 und 1487 aufgeführt. Sie muss also um 1450 gegründet worden sein. Die Abtei Speinshart hatte das Besetzungsrecht.
Im Zuge der Reformation und des Dreißigjährigen Krieges wechselte die Gemeinde ab 1556 mehrfach das Bekenntnis. Mit der Eroberung der Oberpfalz unter Maximilian I. kehrte die Gemeinde Ende der 1620er Jahre endgültig zum katholischen Glauben zurück.
In der Zeit der Glaubensspaltung bestimmte auch in Kirchenlaibach der Landesherr die Religion. Die Kur-Oberpfalz (Hauptstadt Amberg) und die angrenzende Markgrafschaft Brandenburg-Bayreuth führten den lutherischen Glauben ein. In Kirchenlaibach herrschte etwa vom Jahre 1556 bis 1625 der Protestantismus und Kalvinismus. Die Kurpfälzer zwangen nämlich ihre Untertanen mehrmals auch zum Kalvinismus, während die Markgrafen von Bayreuth beim Protestantismus blieben. Kalvinische Kirchenvisitationen in Kirchenlaibach ergaben, dass die vier Altare noch „voller götzen und viel nothelfer“ waren. Das war 1600 und 1615. Auch sagte der schon 40 Jahre in der Pfarrei wirkende Pfarrer Johann Heuringer zu den kalvinischen Vorgesetzten über seine Pfarrkinder: „Liebe Herrn, wenn sie nur folgten!“ Das Volk widerstand also anscheinend innerlich dem neuen Glauben.
Wie ein Gedenkstein an der heutigen Kirche auf der Südseite bezeugt, wurde unter dem letzten Abt Dominikus Wagner 1798 die Pfarrkirche Kirchenlaibach neu gebaut. Sie hatte einen Kuppelturm und eine barocke Ausstattung.
Nach der Aufhebung der Abtei in Speinshart im Zuge der Säkularisation in Bayern 1803 betrieben Weltpriester des Erzbistums Bamberg die Seelsorge. Damit war die Verbindung zur Ortschaft Kirchenlaibach gelöst. Im Jahr 1805 wurde ein neuer Friedhof angelegt. Der alte Friedhof lag ursprünglich östlich von Kirche und Schulhaus und wurde nach 1805 aufgegeben. Mehrere Pfarrer sind innerhalb oder an der Kirchenmauer beigesetzt.
Der alte Turm war 1819 erbaut, „zeigte aber schon während der Bauzeit solche Senkungen am Mauerwerk, dass derselbe mit einer Stützmauer versehen werden musste, welche zur Erweiterung der Sakristei diente“. Das Gemäuer war 17 m hoch, darauf saß ein mit Schiefer gedecktes Kuppeldach. Über die Weihe der neuen Pfarrkirche ist in den Akten nichts erwähnt. Dagegen ist in einer Notiz festgehalten, dass am „Donnerstag, dem 17. Juli 1845, der Hochwürdigste Herr Bischof Valentin Riedl eine Kirchen- und Pfarrhofvisitation“ durchgeführt hat. 1847 wurde eine neue Turmuhr um 300 Gulden, größtenteils durch freiwillige Spenden aufgebracht, angeschafft.

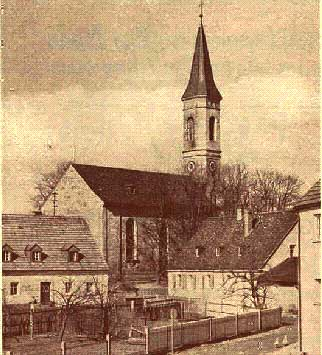
Ansicht von Kirchenlaibach St. Ägidius

1859 fiel die Kirche, wie ein großer Teil des Ortes, einem Brand zum Opfer. Auf den Grundmauern der Vorgängerkirche entstand eine neuromanische Kirche, deren Bau sich über mehrere Jahre erstreckte. In den schweren Zeiten des Wiederaufbaus dankte der kranke Pfarrer Dismas Cigoni ab. Sein Nachfolger Jakob Hermann konnte der Kirchenruine nur ein Notdach aufsetzen, das in keiner Weise genügte. Er gab die Pfarrei nach zwei Jahren wieder auf. Erst Pfarrer Josef Bolland gelang 1863/1864 der Rohbau. An Weihnachten 1865 erklang die neue Orgel, gebaut von Weineck (Bayreuth). Als 1866 die preußischen Soldaten nach der Schlacht bei Seybothenreuth durch Kirchenlaibach zogen, war gerade der Kirchturm im Bau. Die Arbeiter mussten vom Turm herunter, „bis die Truppen durchgezogen waren“. Kaum hingen die neuen Glocken im Turm, da weckten sie die Bewohner des Ortes in der Nacht zum 6. November 1867 wegen einer neuen Feuersbrunst. „Wie durch ein Wunder“ konnten Kirche und Pfarrhof gerettet werden. Horchler aus Regensburg errichtete 1868 den Hochaltar, die beiden Seitenaltäre folgten 1887. Die Gemeinde schaffte 1875 für 500 Gulden eine neue Turmuhr an. Bischof Ignatius von Senestrey weihte die Kirche am 6. Juli 1878. Er firmte zugleich die Kinder aus der Pfarrei. Die sechs Altarleuchter, die heute, neu hergerichtet, wieder verwendet werden, hat der Bischof zur Kircheneinweihung gestiftet. 1905 erfolgte eine Renovierung der Kirche unter Pfarrer Prühschenk. 1937 erhielt sie unter Pfarrer Kirschner die heutige Ausstattung durch drei moderne Altäre und die Kreuzwegbilder in Fresko von G. Bauer (München).
Aufgrund der gewachsenen Bevölkerung wurde 1961/1962 die Pfarrkirche zur heiligsten Dreifaltigkeit in Kirchenlaibach gebaut.

## Architektur
Die 1878 fertiggestellte Saalkirche ist im Nordwesten des Ortes zwischen der Friedhofstraße und der Bayreuther Straße im Stil der Neuromanik errichtet. Am Grundriss der Kirche mit kleinen Altarraum und Sakristei hat sich gegenüber dem Vorgängerbau nichts geändert. Der neue Turm musste von Grund aus neu gebaut werden. Das Gotteshaus aus roten Sandsteinquadern wird von einem Satteldach bedeckt. Die Langseiten werden durch Rundbogenfenster belichtet. Die Westseite ist fensterlos und hat zwei Fensterblenden. Dazwischen ist eine kleine halbrunde Apsis angebaut. Ein Gedenkstein an der Südwand erinnert an die der Vorgängerkirche von 1798.
Dem mehrgeschossigen Ostturm, der durch Gesimse gegliedert wird und 40 m hoch ist, ist ein oktogonaler Spitzhelm aufgesetzt, der von Turmknauf und Kreuz bekrönt wird.

## Orgel

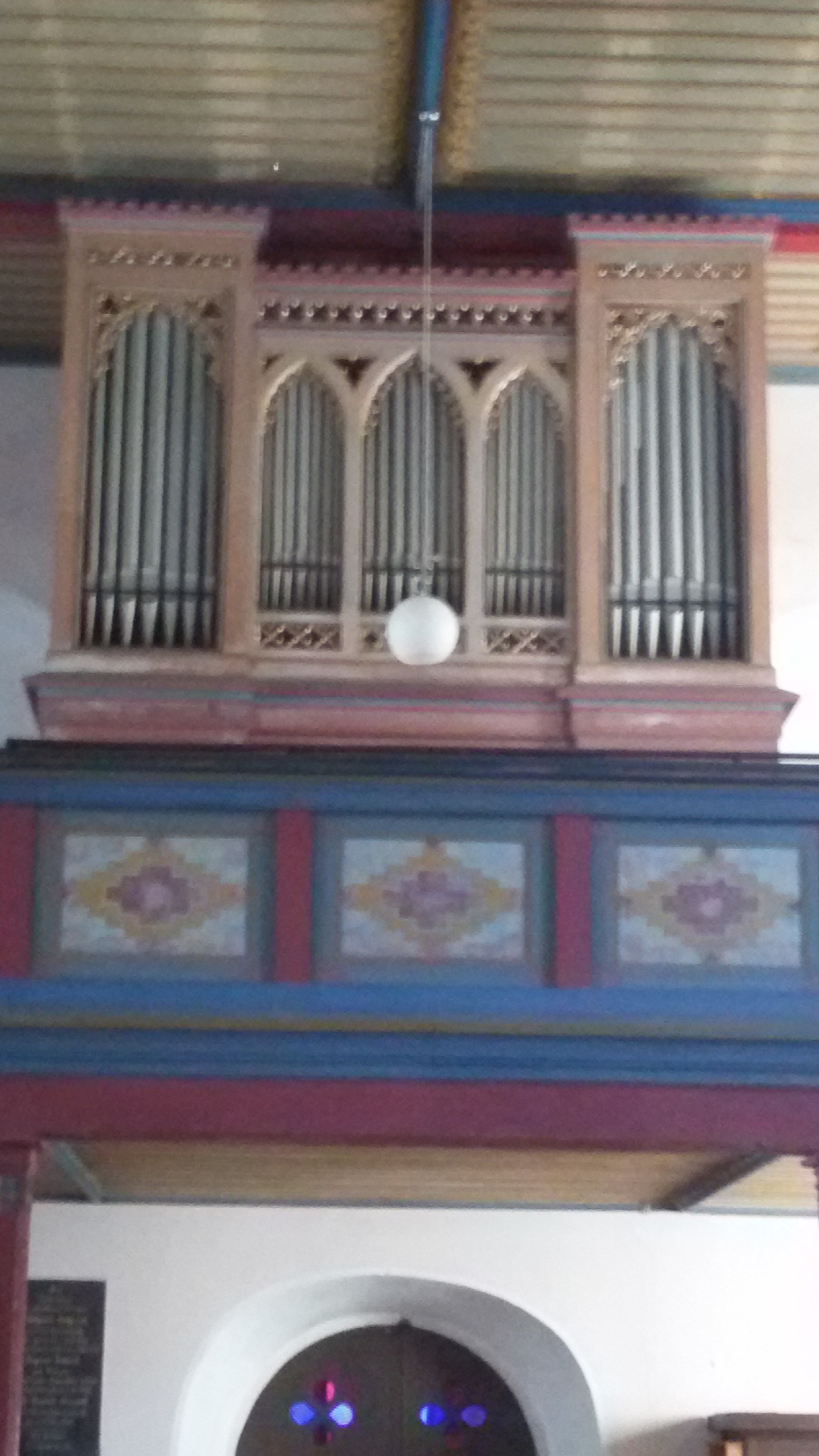
Orgel von 1874

Die Orgel ist eine Denkmalorgel aus der Werkstatt des Bayreuther Orgelbauers Karl Ernst Ludwig Weineck (1809–1884) aus dem Jahr 1874. Das romantische Instrument verfügt über elf Register, die auf einem Manual und Pedal verteilt sind.
Die erste Orgel der Ägidiuskirche wurde 1803 aufgestellt und stammt vermutlich aus dem Kloster Speinshart. Die Orgel war im Jahr 1703 von einem unbekannten Orgelbauer gebaut worden.
Nach dem Brand von 1859 und dem Wiederaufbau der Kirche erfolgte durch Weineck im Jahr 1874 der Neubau einer Orgel auf der Ostempore. Die Orgel ist im Register der Denkmalorgel (Bayern) registriert. Der Prospekt weist fünf flache Spitzbogenfelder auf. Drei kleinere Flachfeldern werden von zwei größeren flankiert. Das Gehäuse wird von einem zinnenbekrönten Kranzgesims über einem vergoldeten Fries abgeschlossen.
Die Spieltraktur ist mechanisch mit hölzernen Abstrakten und Lagern ausgeführt. Die Registratur ist ebenfalls mechanisch. An den Blasebalg wurde ein elektrisches Gebläse angeschlossen. Die Orgel kann aber auch durch einen Kalkanten mit Wind versorgt werden. Der freie Spieltisch ist vor der Emporenbrüstung mit Blickrichtung auf den Altarbereich aufgestellt.
Die Disposition lautet wie folgt:
| I Manual C–d3   |    |
| Prinzipal       | 8′ |
| Hohlflöte       | 8′ |
| Flauto Traverso | 8′ |
| Viola da Gamba  | 8′ |
| Saliconal       | 8′ |
| Vox celeste     | 8′ |
| Octav           | 4′ |
| Flauto Alemande | 4′ |
| Mixtur III      |    |

| Pedal C–c1 |     |
| Subbass    | 16′ |
| Oktavbass  | 8′  |

- Koppeln: I/P